# Свинцовый сурик

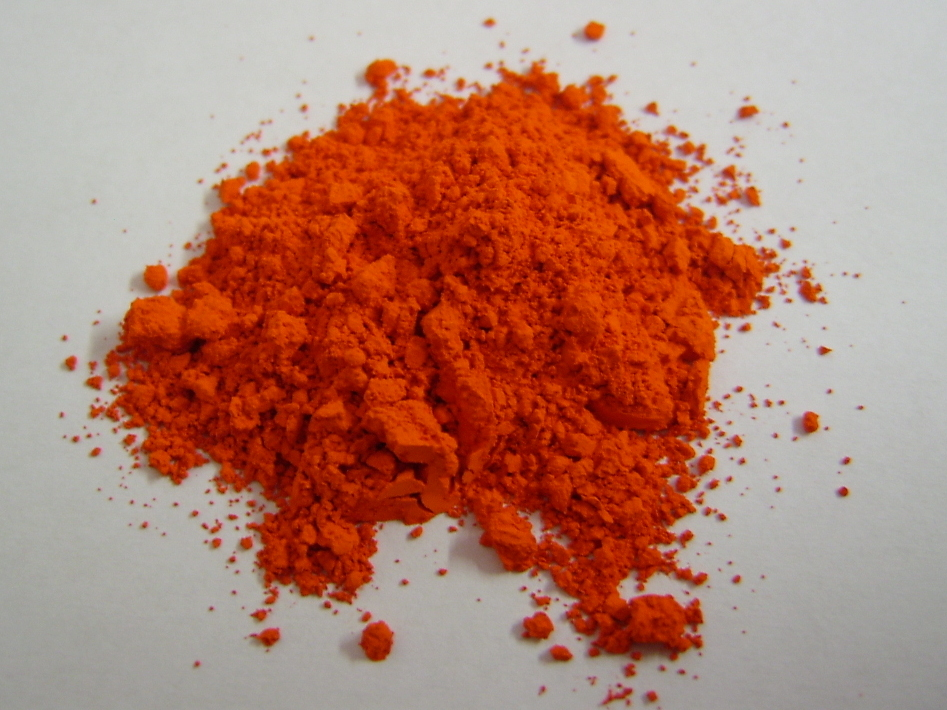
Свинцовый сурик

Свинцо́вый су́рик, также охра свинцовая — твёрдое химически стойкое вещество. По химическому составу представляет собой ортоплюмбат свинца Pb2PbO4 (суммарная формула Pb3O4 или 2PbO•PbO2), имеющий насыщенный красно-оранжевый цвет и высокую плотность.
Может быть рассмотрен как смешанный оксид амфотерного оксида свинца(II) PbO и кислотного диоксида свинца PbO2, химические свойства которых проявляются в смешанном соединении.

## История
Существует легенда, что в IV веке до н. э. афинский художник Никий долго ожидал прибытия корабля с острова Родос с грузом свинцовых белил, которые на нём изготавливались. Корабль прибыл в афинский порт Пирей, но там вспыхнул пожар, и огонь перекинулся на корабли с белилами. Когда пожар был потушен, художник поднялся на палубу одного из пострадавших кораблей в надежде, что груз не погиб полностью и ему удастся найти целый бочонок с крайне необходимой ему краской. В трюме он обнаружил бочки с белилами, которые хотя и сильно обуглились, но не сгорели. Когда их вскрыли, оказалось, что краска в них не белая, а ярко-красная. Так пожар подсказал способ изготовления новой краски — свинцового сурика.

## Получение свинцового сурика
Свинцовый сурик производят на химических заводах путём распыления раскалённого металлического свинца в воздухе или кислороде и быстрого охлаждения полученного продукта. Менее распространённый способ — нагревание и окисление расплавленного свинца в атмосфере кислорода; полученные оксиды в дальнейшем перемалывают в мельницах. Готовый свинцовый сурик упаковывается в стальные, деревянные или пластиковые бочки, а также в многослойные бумажные мешки весом до 50 кг. Предназначенный для производства качественной краски или для наполнения пластмасс и резины свинцовый сурик подвергают тщательному измельчению в струйных мельницах. Сурик для производства аккумуляторов получают из химически чистого свинца.
Промышленный способ производства диоксида свинца заключается в обработке свинцового сурикa азотной кислотой и последующей промывке и сушке в вакууме. {\displaystyle {\mathsf {Pb_{3}O_{4}+4HNO_{3}\rightarrow PbO_{2}+2Pb(NO_{3})_{2}+2H_{2}O}}}

## Применение свинцового сурика
Свинцовый сурик применяется в качестве весьма качественного оранжевого пигмента и грунта, а также как наполнитель резиновых изделий и пластиков. Это сильный окислитель, чем обусловлены высокие антикоррозионные свойства красок на его основе: вступая в реакцию с железом, он окисляет его до получения плотной плёнки чёрного оксида железа(II), нерастворимого в воде и не пропускающего кислород из воздуха. Покрытые свинцовым суриком стальные конструкции не ржавеют даже в морской воде, однако в большинстве стран производство красок на его основе сильно ограничено из-за его токсичности. В бо́льшем объёме сурик используется в стекловарении (хрусталь, оптическое стекло, радиационностойкое и защитное стекло). Определённое значение он имеет как сиккатив, катализатор, компонент свинцовых замазок. Ограниченным по объёму, но очень важным сектором использования свинцового сурика является применение его для защиты от гамма-излучения и для получения других соединений свинца: диоксида, карбоната, ацетата и проч. Небольшое, но важное значение свинцовый сурик имеет в производстве термитных взрывчатых веществ.
В виде PbO (иногда Pb3O4) он также является одним из основных реагентов пробирного анализа, коллектирующим благородные металлы из расплава рудной шихты. Степень растворимости золота и серебра в свинце, образующемся в результате пробирной плавки, неограничена.
Свинцовый сурик помог запустить трамвай в блокадном Ленинграде. В феврале 1942-го года физик Лев Сена занимался восстановлением тяговых подстанций, работавших на ртутных выпрямителях. Они охлаждались водой, а трубы были треснувшими во многих местах. Используя резиновые аптечные бинты, сурик и киперную ленту, Сена устанавливал заплатки, которые простояли более 40 лет.